# Công quốc Liên hiệp Baltic
Công quốc Liên hiệp Baltic (tiếng Đức: Vereinigtes Baltisches Herzogtum) là một cựu quốc gia nằm tại biển Baltic. Phía bắc giáp Phần Lan và biển Baltic, hướng Đông giáp Đế quốc Nga, phía tây và nam giáp Đế quốc Đức.